# University Press of Mississippi
University Press of Mississippi — издательство, которое спонсируется восемью государственными университетами штата Миссисипи. Было основано в 1970 году.

## Университеты
Издательство спонсируется восемью университетами Миссисипи:
- Университет им. Алкорна
- Университет Дельты[англ.]
- Университет Джэксона[англ.]
- Университет Миссисисипи для женщин[англ.]
- Государственный университет Миссисипи[англ.]
- Государственный университет долины Миссисипи[англ.]
- Университет Южного Миссисипи[англ.]
- Миссисипский университет

## Импринты
Импринты издательства:
- Banner Books (классические переиздания художественной и нехудожественной литературы)
- Muscadine Books (книги о южной культуре)

## Известные серии
Известные серии прессы включают в себя:
- Американская музыкальная серия[4]
- Серия «Народное искусство и художники»[5]
- Большая серия комиксов художников[6]
- Серия голливудских легенд[7]
- Исследования в серии «Популярная культура»[8]